# Region duszpasterski Północno-Zachodni (archidiecezja Matki Bożej w Moskwie)
Region duszpasterski Północno-Zachodni – jeden z trzech regionów duszpasterskich rzymskokatolickiej archidiecezji Matki Bożej w Moskwie w Rosji.
Dziekanem regionu duszpasterskiego północno-zachodniego jest ks. Stefan Katiniel. Siedzibą regionu jest Sankt-Petersburg. 

## Terytorium
Terytorium regionu duszpasterskiego północno-zachodniego znajduje się na terenie obwodów: 
- leningradzkiego – 9 parafii.
- murmańskiego – 1 parafia.
- nowogrodzkiego – 1 parafia.
- pskowskiego – 2 parafie.
- Republiki Karelii – 2 parafie.
- Republiki Komi – 1 parafia.

## Parafie
W skład regionu duszpasterskiego północno-zachodniego wchodzi 16 parafii.
- Gatczyna – Parafia Matki Bożej z Góry Karmel
- Kostomuksza – Parafia Matki Bożej Łaskawej
- Ługa – Parafia św. Mikołaja
- Murmańsk – Parafia św. Michała Archanioła w Murmańsku
- Nowogród Wielki – Parafia św. Apostołów Piotra i Pawła
- Sankt-Petersburg:
  - Parafia Zaśnięcia Przenajświętszej Maryi Panny
  - Parafia Najświętszej Maryi Panny z Lourdes
  - Parafia św. Katarzyny Aleksandryjskiej
  - Parafia Świętego Serca Jezusa
  - Parafia św. Stanisława BM
  - Parafia Nawiedzenia św. Elżbiety przez Przenajświętszą Maryję Pannę
  - Parafia św. Jana Chrzciciela
- Pietrozawodsk – Parafia Matki Bożej Nieustającej Pomocy
- Psków – Parafia Świętej Trójcy w Pskowie
- Uchta – Parafia św. Teresy z Lisieux
- Wielkie Łuki – Parafia św. Antoniego

Na terenie okręgu znajdują się kościoły dojazdowe w: Apatycie, Zacharynie, Kandalakszy, Niklu, Kołpinie, Siebierzy, Syktywkarze.